# David Turpel
David Turpel (* 19. Oktober 1992 in Luxemburg) ist ein luxemburgischer Fußballspieler.

## Karriere

### Nachwuchs
Turpel spielte in der Jugendzeit für den Etzella Ettelbrück und wurde in der Saison 2010/11 mit der U19 luxemburgischer Meister.

### Aktivenbereich
Nach seinem Debüt in der BGL Ligue im Frühjahr 2011 stieg Turpel mit Etzella Ettelbrück in die zweitklassige Ehrenpromotion ab. Im darauf folgenden Jahr, das mit dem sofortigen Wiederaufstieg endete, wurde er mit 22 Treffern Torschützenkönig. Nach zwei weiteren Spielzeiten in Ettelbrück wechselte der Stürmer im Sommer 2014 zum Ligakonkurrenten F91 Düdelingen. 2017/18 wurde er mit 33 Treffern erstmals Torschützenkönig der BGL Ligue.
Im Sommer 2019 folgte Turpel dann seinem Trainer Dino Toppmöller und etlichen weiteren Spielern des F91 zum belgischen Zweitligisten Royal Excelsior Virton. Doch schon ein Jahr später kehrte er, nachdem Virton für die neue Saison 2020/21 keine Lizenz erhalten hatte, nach Luxemburg zurück und unterschrieb einen Vertrag bei Swift Hesperingen. Am 3. Oktober 2020 verletzte sich Turpel bei einem Verkehrsunfall schwer am Becken, als er auf dem Heimweg von einem Ligaspiel war. Auch wegen anhaltender Meniskusbeschwerden, welche sich später als Riss herausstellten, bestritt Turpel kein Pflichtspiel für den Verein. Im Sommer 2022 gab dann der Ligarivale FC Progrès Niederkorn die Verpflichtung des Angreifers bekannt. Auch dort bestritt er lange Zeit wegen anhaltenden Schmerzen kein Pflichtspiel.
Dann am 3. September 2023 gab der Stürmer im Ligaspiel gegen Union Titus Petingen nach fast drei Jahren sein Comeback und wurde beim 2:2-Unentschieden in der 87. Minute für Yannick Bastos eingewechselt. Vier Wochen später erzielte Turpel im Pokalspiel gegen den Fünftligisten Racing Heiderscheid/Eschdorf (11:0) drei Treffer und gab drei Vorlagen. In der BGL Ligue schoss er bis zum Saisonende in elf Partien zwei Tore, diese fielen beim 2:0-Auswärtssieg gegen seinen ehemaligen Verein F91 Düdelingen. Seit dem Sommer 2024 steht Turpel beim Zweitliga-Aufsteiger Atert Bissen unter Vertrag, fiel dort aber wegen eines Kreuzbandrisses die komplette erste Saison aus.

### Europapokal
Für den F91 Düdelingen bestritt er acht Spiele (1 Tor) in der Champions-League-Qualifikation und sechs Spiele (4 Tore) in der Qualifikation zur Europa League.
Turpel nahm mit Düdelingen 2018/19 an der Gruppenphase der Europa League teil und absolvierte alle sechs Partien. Dabei schoss er bei der 2:5-Auswärtsniederlage im Giuseppe-Meazza-Stadion gegen den AC Mailand das zwischenzeitliche 2:1 für seinen Verein.

## Nationalmannschaft
Von 2012 bis 2019 stand er in 51 Länderspielen für Luxemburg auf dem Platz und erzielte im EM-Qualifikationsspiel am 9. Oktober 2014 in Mazedonien (2:3) seinen ersten von insgesamt sechs Treffern.

## Erfolge
- Luxemburgischer Meister 2016, 2017, 2018, 2019
- Luxemburgischer Pokalsieger 2016, 2017, 2019
- Luxemburgischer Ligapokalsieger 2016
- Spieler des Jahres in Luxemburg 2016, 2018
- Torschützenkönig BGL Ligue 2018
- Torschützenkönig Ehrenpromotion 2012
- Luxemburgischer U19-Meister 2011